# Adam Dźwigała
Adam Dźwigała (Varsavia, 25 settembre 1995) è un calciatore polacco, difensore del St. Pauli.

## Biografia
È il figlio dell'allenatore ed ex calciatore Dariusz Dźwigała.

## Statistiche

### Presenze e reti nei club
Statistiche aggiornate al 3 settembre 2018.
| Stagione              | Squadra               | Campionato            | Campionato | Campionato | Coppe nazionali | Coppe nazionali | Coppe nazionali | Coppe continentali | Coppe continentali | Coppe continentali | Altre coppe | Altre coppe | Altre coppe | Totale | Totale |
| Stagione              | Squadra               | Comp                  | Pres       | Reti       | Comp            | Pres            | Reti            | Comp               | Pres               | Reti               | Comp        | Pres        | Reti        | Pres   | Reti   |
| --------------------- | --------------------- | --------------------- | ---------- | ---------- | --------------- | --------------- | --------------- | ------------------ | ------------------ | ------------------ | ----------- | ----------- | ----------- | ------ | ------ |
| 2012-2013             | Jagiellonia           | EK                    | 14         | 1          | CP              | 3               | 1               | -                  | -                  | -                  | -           | -           | -           | 17     | 2      |
| 2013-2014             | Jagiellonia           | EK                    | 23         | 4          | CP              | 5               | 1               | -                  | -                  | -                  | -           | -           | -           | 28     | 5      |
| Totale Jagiellonia    | Totale Jagiellonia    | Totale Jagiellonia    | 37         | 5          |                 | 8               | 2               |                    | -                  | -                  |             | -           | -           | 45     | 7      |
| 2014-2015             | Lechia Danzica        | EK                    | 10         | 0          | CP              | 1               | 0               | -                  | -                  | -                  | -           | -           | -           | 11     | 0      |
| lug.-ago. 2015        | Lechia Danzica        | EK                    | 0          | 0          | CP              | 1               | 0               | -                  | -                  | -                  | -           | -           | -           | 1      | 0      |
| Totale Lechia Danzica | Totale Lechia Danzica | Totale Lechia Danzica | 10         | 0          |                 | 2               | 0               |                    | -                  | -                  |             | -           | -           | 12     | 0      |
| ago. 2015-gen. 2016   | Górnik Zabrze         | EK                    | 8          | 0          | CP              | -               | -               | -                  | -                  | -                  | -           | -           | -           | 8      | 0      |
| 2016-2017             | Górnik Łęczna         | EK                    | 12         | 2          | CP              | 1               | 0               | -                  | -                  | -                  | -           | -           | -           | 13     | 2      |
| 2017-2018             | Wisła Płock           | EK                    | 26         | 0          | CP              | 1               | 0               | -                  | -                  | -                  | -           | -           | -           | 27     | 0      |
| 2018-2019             | Wisła Płock           | EK                    | 7          | 0          | CP              | 0               | 0               | -                  | -                  | -                  | -           | -           | -           | 7      | 0      |
| Totale Wisła Płock    | Totale Wisła Płock    | Totale Wisła Płock    | 33         | 0          |                 | 1               | 0               |                    | -                  | -                  |             | -           | -           | 34     | 0      |
| Totale carriera       | Totale carriera       | Totale carriera       | 100        | 7          |                 | 12              | 2               |                    | -                  | -                  |             | -           | -           | 112    | 2      |

## Palmarès

### Club

#### Competizioni nazionali
- Campionato tedesco di seconda divisione: 1

St. Pauli: 2023-2024

### Nazionale
- Torneo Quattro Nazioni Under-20: 1

2014-2015